# Srednja elektro-računalniška šola Maribor
Srednja elektro-računalniška šola v Mariboru deluje na Smetanovi ulici 6 in Gosposvetski cesti 9 v Mariboru. Šolo vodi ravnateljica Irena Srša Žnidarič, pomočnika ravnateljice sta Darko Romih in Vida Motaln.

## Zgodovina
Elektrogospodarsko šolo (EGŠ) je leta 1948 ustanovila takratna sindikalna organizacija Državnih elektrarn Slovenije. Ime EGŠC izvira iz leta 1961. TESTŠ je leta 1956 ustanovil takratni Okrajni ljudski odbor na pobudo predstavnikov mariborske industrije. Najprej je nosila naslov Tehniška srednja šola in kasneje Tehniška elektro, strojna in tekstilna šola Maribor.  Leta 1981 sta se obe srednji šoli za izobraževanje v elektrotehniki, elektro oddelek tehniške z imenom Tehniška elektro, strojna in tekstilna šola (TESTŠ) in poklicna z imenom Elektrogospodarski šolski center (EGŠC) združili v Srednjo šolo elektrotehniške in računalniške usmeritve (SERŠ). Nastanek nove šole v letu 1981 je bil posledica reforme oziroma uvajanja usmerjenega izobraževanja, ki je zahtevalo združevanje poklicnih in tehniških šol. 
Sedanje ime Srednja elektro-računalniška šola ali krajše SERŠ velja od leta 1993, ko so zaradi spremembe terminov elektrotehniška in računalniška usmeritev s programi in poklici spremenili tudi naziv šole.

## Sedanjost
Posledica združevanja tehniške in poklicne šole v letu 1981 je današnje delovanje v dveh zgradbah. Športno vzgojo imajo v lastni telovadnici, v kopališču Pristan, v športni dvorani Lukna ter na terenih Športnih objektov Maribor]. Pred kratkim je SERŠ pridobil tudi nove prostore za fitnes. SERŠ je največja strokovna in poklicna šola ter strokovna gimnazija v Podravju. V njej se je v šolskem letu 2022/23 izobraževalo več kot 1000 dijakov in še mnogo udeležencev izrednega izobraževanja. V letih od 2017 do 2020 sta bili stavbi šole energetsko sanirani.

## Tehniška gimnazija
V programu tehniške gimnazije se lahko dijaki po prvem letniku odločijo za elektrotehniško ali računalniško smer. Po uspešnem zaključku tehniške gimnazije in opravljeni splošni maturi se lahko vpišejo v univerzitetni študij, ki vodi do najvišjih akademskih nazivov, kot je doktor znanosti. 

## Strokovni in poklicni programi
- Tehniška programa: elektrotehnik in tehnik računalništva.
- Poklicna programa: elektrikar in računalnikar.
- Poklicno-tehniška programa:  elektrotehnik in tehnik računalništva.